# Hermon Tecleab
Hermon Tecleab (ur. 13 grudnia 1993) – erytrejski piłkarz, grający na pozycji napastnika.

## Kariera piłkarska

### Kariera klubowa
W 2008 rozpoczął karierę piłkarską w klubie Mai Temenai FC.

### Kariera reprezentacyjna
W 2009 debiutował w narodowej reprezentacji Erytrei. Łącznie rozegrał 5 meczów i strzelił 1 gola.